# جیمز فوربس (بازیکن بسکتبال)
جیمز فوربس (انگلیسی: James Forbes؛ ۱۸ ژوئیهٔ ۱۹۵۲ – ۲۱ ژانویهٔ ۲۰۲۲) بازیکن بسکتبال در پست فوروارد قدرتی اهل ایالات متحده آمریکا بود.
وی در مسابقات کشوری و بین‌المللی در مجموع برندهٔ ۱ مدال نقره شده‌است.